# اچ‌ام‌اس اینکونستانت (۱۹۱۴)
اچ‌ام‌اس اینکونستانت (۱۹۱۴) (به انگلیسی: HMS Inconstant (1914)) یک کشتی بود که طول آن ۴۳۶ فوت (۱۳۳ متر) بود. این کشتی در سال ۱۹۱۴ ساخته شد.